# Johannes Eccard
Johannes Eccard (Mühlhausen/Thüringen, 1553 – Berlino, 1611) è stato un compositore tedesco.

## Biografia
Dal 1567 al 1571, fu un corista a Weimar e nel biennio successivo cantore nella cappella di Monaco di Baviera.
Dall'età di diciotto anni, studiò musica sotto lo guida di Orlando di Lasso a Monaco di Baviera, che influenzò notevolmente la musica di Eccard.
Nel 1574 ritornò a Mühlhausen dove risiedette per quattro anni; lì insieme al suo primo maestro, Joachim von Burgk, scrisse la sua prima raccolta di canti sacri, intitolata Crepundia sacra Helmboldi (1577).
Poco dopo lavorò come musicista nella casa di Jacob Fugger, il banchiere di Augusta.
Successivamente ottenne il ruolo di maestro di cappella a Königsberg, e nel 1608 fu chiamato da Gioacchino Federico di Brandeburgo come maestro di cappella a Berlino, ma questo incarico fu tenuto per soli tre anni, a causa della sua morte a Königsberg nel 1611.
Diventò uno dei più importanti compositori di musica da chiesa, di mottetti corali, non solamente secondo l'opinione dei critici, come il Winterfeld, ma anche in base all'utilizzo prolungato nel tempo dei suoi canti corali.
I suoi canti corali furono scritti con struttura polifonica per un minimo di quattro e un massimo di nove voci. Eccard e la sua scuola sono stati strettamente collegati con la storia della riforma protestante.
Eccard fu molto apprezzato non solamente dai suoi contemporanei ma anche dai compositori dei secoli successivi, come ad esempio da Brahms.
Tra le sue composizioni annoveriamo: Odae sacrae (1574), Crepundia sacra (1578), Newe deutsche Lieder (1578), Geist, Lieder aut den Choral (1597).

## Opere principali
- Odae sacrae (1574);
- Crepundia sacra (1578);
- Newe deutsche Lieder (1578);
- Nun schürz dich, Gretlein, schürz dich;
- Übers Gebirg Maria geht;
- Christ ist erstanden;
- Es rühmt die Heilige Schrift (1591);
- Geist, Lieder aut den Choral (1597);
- Nachdem die Sonn beschlossen (1600);
- Maria wallt zum Heiligtum.